# باستان‌ناجوردندانگان
باستان‌ناجوردندانگان (نام علمی: Palaeoheterodonta) نام یک زیررده از رده دوکفه‌ای‌ها است.